# Eumegethes
Eumegethes là một chi bướm đêm thuộc họ Geometridae.